# İbrahim Kutluay
İbrahim Kutluay (ur. 7 stycznia 1974 w Yalovie) – turecki koszykarz.

## Sukcesy
Reprezentacja
- 258 występów od 1995 do 2007
- srebrny medalista mistrzostw Europy w Turcji 2001
- Grał w 7 Mistrzostwach Europy – 1995-2007
- Lider strzelców mistrzostw Europy U–22 (1996)

Klubowe
- zwycięzca Euroligi w 2002 (Panathinaikos BC)
- zdobywca Pucharu Grecji w 2001 (AEK Ateny), 2005 (Panathinaikos BC)
- mistrz Grecji w 2003, 2005 (Panathinaikos BC)
- mistrz Turcji w 2006 (Ulker Stambuł)
- zdobywca Pucharu Turcji w 2004 (Ulker Stambuł)
- zdobywca Pucharu Prezydenta Turcji 2004 (Ulker Stambuł)
- Final Four Euroligi w 2000 (Efes Pilsen Stambuł), 2001 (AEK Ateny), 2005 (Panathinaikos BC)

Wyróżnienia
- MVP Pucharu Grecji w 2001 (AEK Ateny)
- MVP meczu gwiazd ligi greckiej (2002)
- Uczestnik Euro All-Star Game w 1996, 1998, 1999 (Fenerbahçe)
- Zwycięzca konkursu rzutów za 3 punkty podczas Euro All-Star Game (1999)
- Zwycięzca konkursu rzutów za 3 punkty ligi greckiej (2002)
- Najlepszy strzelec Euroligi – 21.4 pkt. – 1999 (Fenerbahçe)
- Rzucił najwięcej punktów – 22.0 – w finale Euroligi 2002 (Panathinaikos BC)
- Lider strzelców ligi włoskiej (2010)
- Lider strzelców ligi tureckiej (1999)